# 世界最終皇帝
世界最終皇帝（せかいさいしゅうこうてい、Last Roman Emperor）は、終末の世界皇帝、終末の皇帝とも呼ばれ、キリスト教の終末論の一側面として発展した中世ヨーロッパの伝説上の人物である。

## 解説
終末の時代に最後の皇帝が地上に現れ、ローマ帝国を再興し、反キリストの到来を阻止する、聖書における「抑えている者」としての役目を果たすと予言する伝説である。
この伝説は、7世紀の黙示録『偽メトディウスの黙示録』（メトディウスの予言書）に初めて登場し、同書とティブルティン・シビルの神託がその2大資料とされている。数世紀にわたって発展し、15世紀には特に顕著になった。
カトリックの大君主という概念は、それと関連している。
この伝説は、ダニエル書とヨハネの黙示録に次いで「ヨーロッパで最も広まった黙示録物語」である、偽メトディウスの黙示録に基づいている。 この作品では、宗教的な敵、特に初期イスラム教の征服で当時広まったばかりのイスラム教と戦う最後の皇帝を提示している。 敵を征服した後、エルサレムに行き、オリーブ山で権力を放棄する最後の皇帝は、モンティエ＝アン＝デルのアドソの著作でさらに発展した。この最後の皇帝は、自ら権力を放棄して死に、その後に反キリストが権力を握るというものであった。 この伝説には、最後の皇帝に至る皇帝と王のリストが含まれており、政治的・王朝的な状況に応じて修正・追加することができたため、ヨーロッパ中の支配者に特に適応しやすいことが判明した。
偉大な王の概念は、神秘主義や民間伝承、天からの使者（天使、聖人、キリストなど）から予言の賜物や特別な訪問を受けたと考えられる人々の著書に顕著に見られる。カトリックの偉大な君主は、18世紀の啓蒙主義時代まで、民間伝承の中で非常に人気があった。19世紀には、フランスの正統派がシャンボール伯アンリを新王にすると信じていたことから、予言の中に再び登場することになった。
マリー・ジュリー・ジェニー（1850-1941）は、「ブルトン」の聖痕者として知られ、シャンボール伯アンリ5世が選ばれた王であると予言した。彼の死にもかかわらず、1890年付けの彼女の予言の1つは、彼がまだ「偉大な時代のために留保されている」と宣言している。
1871年の書籍『ナポレオンの将来のキャリア』では、ナポレオン3世がローマ皇帝として「新10王国制ローマ帝国」を統治することを提唱した。
カトリック教会のカテキズムは、キリストを「終わりの日」に現れる王としてのみ語っている。この顕現は、「全イスラエル」による彼の承認に関連し、教会の究極の試練、「真理からの背信を代償として、人々に彼らの問題に対する明白な解決法を提供する宗教欺瞞」に先行していると語っている。最高の宗教的欺瞞は反キリストのものであり、人間が神と肉体をもって来られたメシアに代わって自らを称える偽メシアニズムである。それは、フランス人であれドイツ人であれ、どの大陸の偉大なカトリック君主の到来についても言及していない。  
フランスの作家で伝統主義カトリックのイヴ・デュポンは、大君主は復古主義的な性格を持ち、ヨーロッパのカトリックの王権を回復し、異端と無神論者の力を破壊し、多くのイスラム教徒とユダヤ人を信仰に改宗させることに成功するだろうとの見解を示している。